# Sangue caldo (film)
Sangue caldo (Man with the Gun) è un film del 1955 diretto da Richard Wilson.
È un film western statunitense con Robert Mitchum, Jan Sterling e Karen Sharpe. È basato sul racconto del The Deadly Peacemaker di N. B. Stone, Jr. pubblicato sul The Saturday Evening del 30 maggio 1955.

## Trama
Clint Tollinger è un taciturno pistolero, che viene ingaggiato dagli sceriffi quando la situazione in città si agita troppo. Si reca nella cittadina di frontiera Sheridan City per riconquistare la moglie che l'ha lasciato tre anni prima, Nelly Bain. Lei ora è in affari ma la città è corrotta dal grasso e prepotente Dade Holman. Il consiglio cittadino decide di ingaggiare Clint, però i suoi metodi solleveranno non pochi dubbi.

## Produzione
Il film, diretto da Richard Wilson (al suo debutto alla regia) su una sceneggiatura e un soggetto di N.B. Stone Jr. e dello stesso Wilson, fu prodotto da Samuel Goldwyn Jr. per la Formosa Productions e girato nei Samuel Goldwyn Studios a West Hollywood, in California, dal 28 febbraio all'aprile del 1955. I titoli di lavorazione furono The Deadly Peacemaker, The Town Tamer e The Trouble Shooter.

## Distribuzione
Il film fu distribuito con il titolo Man with the Gun negli Stati Uniti dal 5 novembre 1955 dalla United Artists.
Altre distribuzioni:
- in Finlandia il 9 marzo 1956 (Hän taisteli yksin)
- in Spagna il 1º aprile 1956 (Con sus mismas armas)
- in Francia il 2 maggio 1956 (L'homme au fusil)
- in Spagna il 9 maggio 1956 (Barcelona)
- in Francia il 20 maggio 1956 (Paris)
- in Germania Ovest il 22 maggio 1956 (Der Einzelgänger)
- in Austria il 10 agosto 1956 (Der Einzelgänger)
- in Giappone il 15 agosto 1956
- in Svezia il 28 gennaio 1957
- in Portogallo il 6 aprile 1957 (Sozinho Contra a Cidade)
- in Danimarca il 7 marzo 1960
- in Belgio (L'homme au fusil)
- in Brasile (Armado Até os Dentes)
- in Grecia (O anthropos me to pistoli)
- nel Regno Unito (The Trouble Shooter)
- in Italia (Sangue caldo)

## Critica
Secondo il Morandini il film è un "western violento dal ritmo serrato" in cui eccelle Mitchum.

## Promozione
Le tagline sono:
- "there are always the men who live and breathe violence...and the women who hold their breath!".
- "A man who lived and breathed violence!".
- "This man is a target for every gun in town!".
- "His Gun Was For Sale...And His Life With It!".